# René Guissart
René Gaston Albert Guissart (* 24. Oktober 1888 in Paris; † 19. Mai 1960 in Monaco) war ein französischer Kameramann und Filmregisseur in den Vereinigten Staaten und in Frankreich.

## Leben und Wirken
Guissart war im Jahre 1912 in die USA ausgewandert und erlernte in Hollywood das Filmgeschäft von der Pike auf. Inmitten des Ersten Weltkriegs stieg er zum Chefkameramann auf und fotografierte seitdem eine Fülle von Filmproduktionen der unterschiedlichsten Genres, zunächst in Amerika, seit Beginn der 1920er Jahre auch in Großbritannien und seit Anbruch des Tonfilmzeitalters primär in seiner Heimat Frankreich. 
Einige dieser Arbeiten entstanden in deutscher Co-Produktion. Seit 1930 in seiner Geburtsstadt Paris ansässig, begann René Guissart nunmehr auch Filme zu inszenieren. Dabei handelt es sich zumeist um belanglose Komödien. Mit dem Ende der Friedenszeit 1939 zog sich René Guissart vollständig aus dem Filmgeschäft zurück und ließ sich schließlich in Monaco nieder, wo er auch verstarb.

## Filmografie
als Kameramann:
- 1916: Sins of Men
- 1916: Ambition
- 1916: Love and Hate
- 1917: The Butterfly Girl
- 1917: Love Aflame
- 1917: Fighting Odds
- 1917: The Volunteer
- 1918: Wanted: A Mother
- 1918: Stolen Orders
- 1918: The Cabaret
- 1918: Little Women
- 1919: The White Heather
- 1919: Victory
- 1920: Der Schatz des Piraten (Treasure Island)
- 1920: The Yellow Typhoon
- 1920: The County Fair
- 1921: Sowing the Wind
- 1921: The Butterfly Girl
- 1922: The Lying Truth
- 1922: While Satan Sleeps
- 1922: The Bohemian Girl
- 1923: The Paddy the Next Best Thing
- 1923: Chu-Chin-Chow
- 1923: Southern Love
- 1924: The Recoil
- 1925: Madame Sans-Gêne
- 1925: Ben Hur
- 1927: Land of Hope and Glory
- 1927: Rue de la Paix
- 1927: Éducation de prince
- 1928: Eva im Paradies (Paradise)
- 1928: Tommy Atkins
- 1928: Der weiße Scheik (The White Sheik)
- 1928: Heiraten und nicht verzweifeln (Adam‘s Apple)
- 1928: Die Regimentstochter
- 1929: The American Prisoner
- 1929: The Hate Ship
- 1930: La Lettre
- 1930: Liebestoll (The Compulsory Husband)
- 1930: The „W“ Plan
- 1930: Tropennächte
- 1930: Weib im Dschungel
- 1931: Jede Frau hat etwas
- 1933: Der gestohlene Millionär (On a volé un homme)
- 1939: Le Chemin de l'honneur

als Regisseur:
- 1931: Rien que la vérité
- 1931: La Chance
- 1932: La Perle
- 1932: Coiffeur pour dames
- 1932: Passionnément
- 1933: La Poule
- 1933: Primerose
- 1933: Le Père prématuré
- 1934: Prince de minuit
- 1934: Dédé
- 1935: Dora Nelson
- 1935: Bourrachon
- 1935: Les Sœurs Hortensias
- 1936: Une fille à papa
- 1936: Ménilmontant
- 1936: Toi, c'est moi
- 1937: À nous deux, madame la vie
- 1937: Sweet Devil
- 1938: Alexis gentleman Chauffeur (nur künstler. Oberleitung)
- 1939: Visages de femmes